# Средње апсолутно одступање
Средње апсолутно одступање (САО) скупа података је просек апсолутних одступања од централне тачке. То је збирна статистика статистичке дисперзије или варијабилности. У општем облику, централна тачка може бити средња вредност, медијана, мод или резултат било које друге мере централне тенденције или било које референтне вредности у вези са датим скупом података. САО укључује средњу апсолутну девијацију и средњу апсолутну девијацију (обоје скраћено као МАД).

## Мере дисперзије
Неколико мера статистичке дисперзије дефинисано је у смислу апсолутног одступања. Термин „просечна апсолутна девијација“ не идентификује јединствено меру статистичке дисперзије, јер постоји неколико мера које се могу користити за мерење апсолутних одступања, а постоји и неколико мера централне тенденције које се такође могу користити. Дакле, да би се једнозначно идентификовала апсолутна девијација, неопходно је навести и меру одступања и меру централне тенденције. Нажалост, статистичка литература још увек није усвојила стандардну нотацију, пошто су и средња апсолутна девијација око средње вредности и средња апсолутна девијација око медијане у литератури означени иницијалима „МАД“, што може довести до забуне, јер уопште, могу имати вредности које се међусобно значајно разликују.

## Средње апсолутно одступање око централне тачке
Средња апсолутна девијација скупа {х1, х2, ..., xn} је:{\displaystyle {\frac {1}{n}}\sum _{i=1}^{n}|x_{i}-m(X)|.}Избор мере централне тенденције {\displaystyle m(X)} има изражен утицај на вредност средњег одступања. На пример, за скуп података {2, 2, 3, 4, 14}:
| Мера централне тенденције {\displaystyle m(X)} | Средње апсолутно одступање                                                |
| ---------------------------------------------- | ------------------------------------------------------------------------- |
| Аритметичка средина = 5                        | {\displaystyle {\frac {\|2-5\|+\|2-5\|+\|3-5\|+\|4-5\|+\|14-5\|}{5}}=3.6} |
| Медијана = 3                                   | {\displaystyle {\frac {\|2-3\|+\|2-3\|+\|3-3\|+\|4-3\|+\|14-3\|}{5}}=2.8} |
| Мод = 2                                        | {\displaystyle {\frac {\|2-2\|+\|2-2\|+\|3-2\|+\|4-2\|+\|14-2\|}{5}}=3.0} |

### Средње апсолутно одступање око средње вредности
Средња апсолутна девијација (САД), која се такође назива „средња девијација“ или понекад „средња апсолутна девијација“, је средња вредност апсолутних одступања података око средње вредности података: просечна (апсолутна) удаљеност од средње вредности. „Просечно апсолутно одступање“ може да се односи или на ову употребу, или на општи облик у односу на одређену централну тачку (види горе).
Предложено је да се МАД користи уместо стандардне девијације јер боље одговара стварном животу. Пошто је МАД једноставнија мера варијабилности од стандардне девијације, може бити корисна у школској настави.
Тачност прогнозе ове методе је уско повезана са методом средње квадратне грешке (МСЕ), која је само просечна квадратна грешка прогнозе. Иако су ове методе веома блиско повезане, МАД се чешће користи јер га је лакше израчунати (избегавајући потребу за квадратуром) и лакше разумети.

## Максимално апсолутно одступање
Максимално апсолутно одступање око произвољне тачке је максимум апсолутних одступања узорка од те тачке. Иако није стриктно мера централне тенденције, максимално апсолутно одступање се може наћи коришћењем формуле за просечну апсолутну девијацију као горе са {\displaystyle m(X)=\max(X)} где је {\displaystyle \max(X)} је максимум узорка.

## Процена
Средња апсолутна девијација узорка је пристрасна процена средњег апсолутног одступања популације. Да би апсолутно одступање било непристрасан процењивач, очекивана вредност (просек) свих апсолутних девијација узорка мора бити једнака апсолутној девијацији популације. Међутим, није. За популацију 1,2,3 и апсолутна девијација популације око медијане и апсолутна девијација популације око средње вредности су 2/3. Просек свих апсолутних девијација узорка око средње вредности величине 3 која се може извући из популације је 44/81, док је просек свих апсолутних одступања узорка око медијане 4/9. Према томе, апсолутно одступање је пристрасна процена.
Међутим, овај аргумент се заснива на појму непристрасности у средини. Свака мера локације има свој облик непристрасности (погледајте унос о пристрасној процени). Релевантан облик непристрасности овде је средња непристрасност.